# Comté de Shelby (Alabama)
Pour les articles homonymes, voir Comté de Shelby.
Le comté de Shelby est un comté des États-Unis, situé dans l'État de l'Alabama, nommé en l'honneur d'Isaac Shelby, gouverneur du Kentucky. Le siège du comté de Shelby est Columbiana. En 2020, le Bureau du recensement des États-Unis a recensé 223,024 habitants, ce qui fait que Shelby est classé comme l'un des comtés américains ayant la plus forte croissance. 
Le journal de Shelby se nomme: Le 'Shelby County Reporter.

## Histoire
Le comté de Shelby a été établi le 7 février 1818, nommé par le gouverneur Isaac Shelby (1750–1826), du Kentucky.

## Géographie
Selon le Bureau du recensement des États-Unis, le comté possède une surface de 2.097 km². 

## Démographie
| 1820  | 1830  | 1840  | 1850  | 1860   | 1870   | 1880   | 1890   |
| ----- | ----- | ----- | ----- | ------ | ------ | ------ | ------ |
| 2 416 | 5 704 | 6 112 | 9 536 | 12 618 | 12 218 | 17 236 | 20 886 |

| 1900   | 1910   | 1920   | 1930   | 1940   | 1950   | 1960   | 1970   |
| ------ | ------ | ------ | ------ | ------ | ------ | ------ | ------ |
| 23 684 | 26 949 | 27 097 | 27 576 | 28 962 | 30 362 | 32 132 | 38 037 |

| 1980   | 1990   | 2000    | 2010    | - | - | - | - |
| ------ | ------ | ------- | ------- | - | - | - | - |
| 66 298 | 99 358 | 143 293 | 195 085 | - | - | - | - |

## Transports et livraisons

### Les routes principales
- Interstate 65
- U.S. Route 31
- U.S. Route 231
- U.S. Route 280
- State Route 25
- State Route 70
- State Route 76
- State Route 119
- State Route 155
- State Route 261

### Trains
- CSX Transportation
- Norfolk Southern Railway
- Calera & Shelby Railroad

### Aéroports
- Shelby County Airport -- Aviation
- Birmingham–Shuttlesworth International Airport - Service commercial

## Comtés adjacents
- Comté de Saint Clair (Alabama) (nord-est)
- Comté de Talladega (est)
- Comté de Coosa (sud-est)
- Comté de Chilton (sud)
- Comté de Bibb (Alabama) (sud-ouest)
- Comté de Jefferson (Alabama) (nord-ouest)